# نولان غالاباغوس
نولان غالاباغوس (الاسم العلمي:Nolana galapagensis) هو نوع نباتي يتبع جنس النولان من فصيلة الباذنجانية.